# Philometra ocularis
Philometra ocularis is een rondwormensoort uit de familie van de Philometridae. De wetenschappelijke naam van de soort is voor het eerst geldig gepubliceerd in 2002 door Moravec, Ogawa, Suzuki, Miyazaki & Donai.